# Nakamigawaia nakanoae
Nakamigawaia nakanoae — вид наземних черевоногих молюсків родини Aglajidae. Описаний у 2021 році.

## Назва
Вид названо на честь японської малакологині доктора Рі Накано за її внесок у вивчення молюсків морських слимаків Японії.

## Поширення
Вид поширений у національному парку Кеньдін на південному краї Тайваню.

## Опис
Дрібні молюски завдовжки до 13 мм. Зовнішнє забарвлення однотонне чорне або коричневе з білими крапками. Внутрішня раковина розширена з відкритим завитком, що тягнеться на півоберта, протоконх дорсально видно біля переходу в телеоконх, в іншому випадку покритий шаром телеоконха; вентрально біля протоконха може бути воронкоподібна структура. Права каудальна частка становить майже половину довжини лівої частки. Чоловіча репродуктивна система з грушоподібною пеніальною камерою та трубчастою довгою складчастою передміхуровою залозою. Передміхурова залоза приблизно в 5 разів довша пеніальної камери.